# Copris rugosus
Copris rugosus là một loài bọ cánh cứng trong họ Bọ hung (Scarabaeidae).